# セッテ・コムーニ

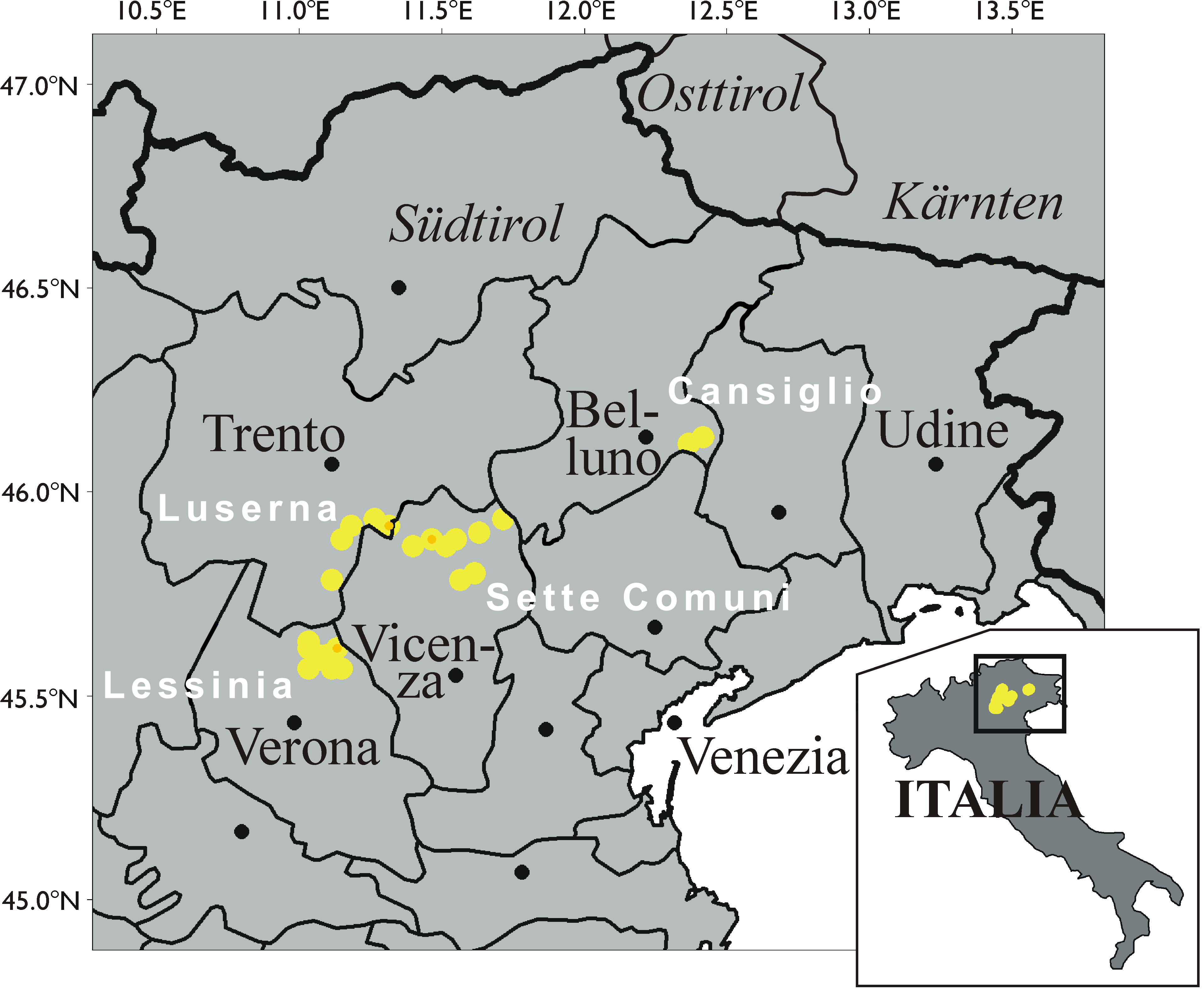
北東イタリアにおいてチンブロ語が話される地域。ヴィチェンツァ県（Vicenza）北東部にセッテコムーニが示されている

セッテ・コムーニ（イタリア語: Sette Comuni; チンブロ語: Siben Komoin）は、イタリア共和国ヴェネト州ヴィチェンツァ県北東部にある地域。中心地はアジアーゴ。
地理的にはアジアーゴ高原と呼ばれる一帯である。周辺地域とは民族的にも文化的にも差異があり、かつてはドイツ語系の少数言語チンブロ語が住民の母語として話されていた。中世には都市同盟を結び、ミラノ公国やヴェネツィア共和国に従いつつ高度の自治を保っていた。

## 名称
「セッテ・コムーニ」（Sette Comuni）は、イタリア語で「7つのコムーネ（共同体）」を意味する。「7つのコムーネ」を意味する名として、他の言語では以下のように呼ばれる。
- チンブロ語: Siben Komoin
- ドイツ語: Sieben Gemeinden

## 地理

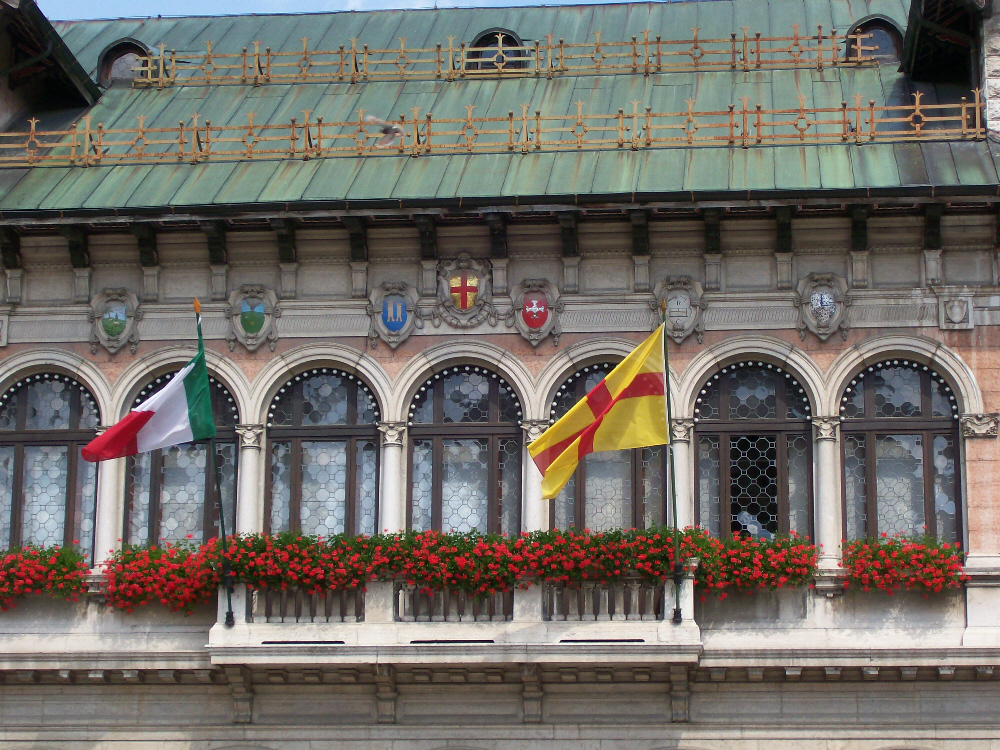
アジアーゴの市庁舎に掲げられた、7つのコムーネの紋章

地理的にはアジアーゴ高原（Altopiano di Asiago）、あるいはセッテ・コムーニ高原（Altopiano dei Sette Comuni）と呼ばれる地域にあたる。セッテ・コムーニに属するコムーネ（基礎自治体）は以下の通り。原義は「7つのコムーネ」であるが、もとはルジアーナの一部に含まれていたコンコが1796年に分離して別個のコムーネとなったため、現在は8つのコムーネ（基礎自治体）が含まれる。
| コムーネ（イタリア語） | イタリア語 | チンブロ語       | ドイツ語     |
| ---------------------- | ---------- | ---------------- | ------------ |
| アジアーゴ             | Asiago     | Sléghe / Schlège | Schlägen     |
| エーネゴ               | Enego      | Ghenébe / Jenève | Jeneve       |
| ガッリオ               | Gallio     | Gell(e) / Ghèl   | Gelle        |
| コンコ                 | Conco      | Kunken           |              |
| フォーツァ             | Foza       | Vüsche / Vütsche | Fütze        |
| ルジアーナ             | Lusiana    | Lusaan           | Lusian       |
| ロアーナ               | Roana      | Robàan           | Rovan / Rain |
| ロトツォ               | Rotzo      | Rotz             | Ross         |

## 歴史
1310年、この地域の7つの都市（コムーネ）はゆるやかな同盟関係 (it:Federazione dei Sette Comuni) を結んだ。
この地域は、歴史的にミラノ公国のヴィスコンティ家の宗主権の下に服しており、その後ヴェネツィア共和国に従った。そのいずれの時期にも、この地域は宗主に忠誠を誓うことと引き換えとして、政治的・文化的に広汎な自治を保った。1797年、ナポレオン戦争によってヴェネツィア共和国が消滅し、1807年にこの自治国家も終焉を迎えることとなった。
1854年には、セッテ・コムーニには2万2700人のチンブロ語話者がいたという。しかし20世紀、ファシスト党のベニート・ムッソリーニ政権が樹立されると、この地域の言語と文化はイタリア化政策 (Italianization) の強い圧力を受けることになる。イタリア化政策の遂行者としては、ファシスト党のエットーレ・トロメイが名高い。ムッソリーニ政権下で、チンブロ語はほぼ絶滅状態に追い込まれた。わずかにRobàan（ロアーナ）の街とその一集落 Mittebald/Toballe (Mittewald, Mezzaselva) において、チンブロ語が生き延びた。
エスノローグが引用する1978年の論文によれば、セッテ・コムーニで1500人のチンブロ語話者がおり、ロアーナの人口の40%、Messaselva di Roana Rotzoの人口の70%が話者であったという。

## 文化
チンブロ語（キンブリ語）は、ゲルマン語派の上部ドイツ語に属するバイエルン語の方言に分類される言語である。北イタリアではヴェネト語の中で言語島を形作っており、ほかにルゼルナ（トレント自治県）やトレディチ・コムーニ（ヴェローナ県）にも分布している。チンブロ語は大きく3つの方言に分類され、セッテ・コムーニではセッテ・コムーニ方言が話されている。
ユネスコはチンブロ語を危機に瀕する言語としており、2000年時点において、ロアーナではチンブロ語が消滅中である (disappearing) としている。
Robàan（ロアーナ）には文化研究所 "Agustin Prunner" がある。この研究所は、チンブロ語と文化の復興にあたるとともに、といった他のチンブロ語の言語島との交流を取り持っている。かつてこの地域でもっぱら使われていたチンブロ語の痕跡は、住民の姓や地名に残されている。